# Brusno (okres Banská Bystrica)
Brusno (Hongaars: Borosznó) is een Slowaakse gemeente in de regio Banská Bystrica, en maakt deel uit van het district Banská Bystrica.
Brusno telt 2114 inwoners.